# Lightwater Valley
Koordinaten: 54° 10′ 34″ N, 1° 34′ 14″ WLightwater Valley ist ein Freizeitpark in North Stainley nahe Ripon in der englischen Grafschaft North Yorkshire. Im Park befindet sich die längste Achterbahn Europas, The Ultimate.

## Geschichte
Das Gelände des Parks war bereits seit 1516 im Besitz der Familie Stavely und wurde ursprünglich als Schweinefarm genutzt. Robert Staveley baute sein Anwesen 1969 als Frischobstfarm zum Selbstpflücken um. Eine anhaltende Dürre 1976 führte jedoch zu Einnahmeausfällen speziell beim Erdbeer-Anbau, dem wichtigsten Geschäft der Farm. Um ausreichende Wassermengen bereitzustellen und weiteren Krisen vorzubeugen, wurde ein großer See angelegt, der noch heute im Park vorhanden ist. In den Sommermonaten war dieser See sehr beliebt und Robert Staveley erkannte als neues Geschäftsmodell eine zunehmende Verlagerung vom Angebot des Selbstpflückens von Früchten hin zur Unterhaltung der Besucher. Es gab einen Abenteuerspielplatz, einen Verleih von Kanus und Ruderbooten, einen Zirkus sowie andere kleinere Aktivitäten.
1979 folgte mit dem „Lightwater Express“ eine Schmalspurbahn, die einmal um den Park herumführt und bis heute im Einsatz ist. Erste Attraktionen wie die Wasserrutsche „Devil’s Cascade“ wurden 1985 noch selbst entwickelt. Hierbei handelte es sich um ein Boot für mehrere Personen, das über eine Schienenanlage in ein Wasserbecken stürzte. 1987 folgten Schwanenboote als Tretboote auf dem See.
Der Bau einer Achterbahn und damit der Übergang zu einem Park mit Nervenkitzel wurde zunächst von der Ehefrau von Robert Staveley blockiert, da die Achterbahn das optische Bild eines Naturparks stören würde. Nach langen Diskussionen stimmte sie unter der Bedingung zu, dass die Achterbahn vollständig unsichtbar sei. Daraus entstand 1987 die erste und damals einzige unterirdische Achterbahn der Welt. Die Strecke war ursprünglich in Form eines überdimensionierten Abwasserkanals konzipiert. Die Wagen der Achterbahn hatten die Gestalt von großen Ratten und konnten jeweils vier Personen aufnehmen. Die Fahrt selbst erfolgte komplett im Dunkeln. Der Erfolg der Bahn legte den Grundstein für zukünftige Entwicklungen im Fahrangebot. Ein Jahr darauf, 1988, folgte die erste Looping-Achterbahn, der Soopa Loopa mit zwei vertikalen Loops.
Für den weiteren Ausbau des Parks wollte Robert Staveley den hintersten Teil des Geländes nutzen, der perfekt für den Bau einer Achterbahn geeignet, aber auch sehr abgelegen war. Um den Besuchern weite Fußwege zu ersparen, wurde die Station relativ zentral gebaut und die Fahrtstrecke entsprechend verlängert. Daraus ergab sich die damals längste Achterbahn der Welt. Die Bauarbeiten begannen 1990. An der Planung beteiligt war das kleine britische Unternehmen Big Country Motioneering, mit dem die Zusammenarbeit jedoch nach verschiedenen Problemen abgebrochen wurde. Mit Hilfe von British Rail vervollständigten interne Mitarbeiter die Achterbahn. Mit insgesamt 5,3 Millionen £ war die Bahn deutlich teurer geworden als ursprünglich projektiert. Stavely selbst war der erste, der mit der Bahn lange vor der eigentlichen Eröffnung fuhr. Die offizielle Eröffnung am 17. Juli 1991, 18 Monate nach Baubeginn, erfolgte durch Frank Bruno, einen ehemaligen britischen Boxer.

## Attraktionen

### Achterbahnen
| Bild | Name              | Sicherheitsbeschränkung | Typ             | max. Höhe | Länge     | max. Geschwindigkeit | Hersteller                                | Eröffnung | Fahrzeit | Bemerkung                  |
| ---- | ----------------- | ----------------------- | --------------- | --------- | --------- | -------------------- | ----------------------------------------- | --------- | -------- | -------------------------- |
|      | The Ultimate      | unter 1,3 m             | Stahlachterbahn | 33 m      | 2.268,3 m | 81 km/h              | Big Country Motioneering, Robert Staveley | 1991      | 7 min    | längste Achterbahn Europas |
|      | The Ladybird      | unter 1,0 m             | Tivoli (medium) | 6 m       | 199 m     | 32 km/h              | Zierer Rides                              | 1993      |          |                            |
|      | The little Dipper | unter 1,0 m             |                 |           |           |                      | D.P.V. Rides (Pinfari)                    | 2003      |          |                            |

#### Ehemalige Achterbahnen
| Name          | Typ                                   | Hersteller  | Eröffnungsjahr | Schließungsjahr |
| ------------- | ------------------------------------- | ----------- | -------------- | --------------- |
| Batflyer      | Suspended Coaster, Familienachterbahn | unbekannt   | 1996           | 2002            |
| Grizzly Bear  | Stahlachterbahn ohne Inversionen      | Pinfari     | 2004           | 2008            |
| Raptor Attack | Dunkelachterbahn                      | Schwarzkopf | 1987           | 2019            |
| Soopa Loopa   | Stahlachterbahn mit Inversionen       | Soquet      | 1988           | 1994            |
| Twister       | Wilde Maus, Spinning Coaster          | Reverchon   | 2001           | 2019            |
| Viper         | Stahlachterbahn ohne Inversionen      | Schwarzkopf | 1996           | 2001            |

### Weitere Fahrgeschäfte (Auswahl)
| Bild | Name               | Sicherheitsbeschränkung                     | Typ               | Hersteller     | Eröffnung |
| ---- | ------------------ | ------------------------------------------- | ----------------- | -------------- | --------- |
|      | Splash Falls       | unter 1,0 m                                 | Wasserrutsche     |                | 1995      |
|      | Trauma Tower       | unter 1,1 m                                 | Freifallturm      | Moser’s Rides  | 2004      |
|      | Eagle’s Claw       | unter 1,3 m                                 | Afterburner       | KMG            | 2004      |
|      | Skyrider           | unter 1,2 m                                 | Wellenflug        | Technical Park | 2006      |
|      | Wild River Rapids  | unter 1,0 m                                 | Rapid River       | Reverchon      | 2009      |
|      | Black Pearl        | unter 1,3 m mit Begl., unter 1,4 m o. Begl. | Ranger            | Weber          | 2011      |
|      | Powder Kegs        | unter 1,2 m mit Begl., unter 1,3 m o. Begl. | Breakdance        | Huss           | 2011      |
|      | The Flying Cutlass | unter 1,1 m mit Begl., unter 1,3 m o. Begl. | Schiffsschaukel   | Huss           | 2011      |
|      | Skull Rock         | unter 1,1 m o. Begl.                        | Berg- und Talbahn | Zamperla       | 2011      |
|      | Apollo             | unter 1,1 m mit Begl., unter 1,5 m o. Begl. | Kettenkarussell   | AK Rides       | 2016      |

## Zwischenfälle

### The Ultimate
1991 kamen fünf Personen mit Schleudertrauma ins Krankenhaus, nachdem die beiden Züge der Achterbahn „The Ultimate“ bei niedriger Geschwindigkeit miteinander kollidierten. Die Attraktion war 1994 erneut betroffen, als eine Achse des vollbesetzten Zugs brach.
Sowohl 1994 als auch 2014 kam es auf der Strecke zu Kollisionen des Zuges der Achterbahn mit einem Hirsch. Die Strecke verläuft größtenteils ebenerdig durch Waldgebiete. Die Tiere waren trotz eines Zauns in den Park eingedrungen.

### The Twister (Treetop Twister)
Die 20-jährige Studentin Gemma Savage starb an den Folgen ihrer Verletzungen, die sie sich am 20. Juni 2001 nach einer Kollision zweier drehbarer Wagen der Achterbahn „Treetop Twister“ zugezogen hatte. Die Achterbahn war erst im Mai des gleichen Jahres eröffnet worden. Die Studentin saß mit ihrem Freund in einem Wagen, als die Anlage die Fahrt automatisch stoppte, weil der vorausfahrende Wagen das Ende des Blockabschnitts nicht erreicht hatte. Rettungskräfte und ein Elektriker wurden herbeigerufen. Letzterer stellte an einem Bedienpult auf manuelle Steuerung um, wodurch sich die Bremse für den Wagen der Studentin löste und der Wagen auf den liegen gebliebenen Wagen auffuhr. Untersuchungen ergaben eine Verkettung von verschiedenen Ursachen. So wurden 2006 der Parkbetreiber, der Elektriker, aber auch der französische Hersteller der Bahn für schuldig erklärt. Letzterer hatte bei der Installation zwei Kabel vertauscht, so dass ein Sicherheitssystem nicht funktionierte. Der Freund der Studentin wurde bei dem Unfall leicht verletzt. Nach dem Unfall wurde die Achterbahn 2002 in „The Twister“ umbenannt.
Am 30. Mai 2019 stürzte ein 7-jähriger Junge aus einem der Wagen der Achterbahn „The Twister“ in die Tiefe. Er wurde mit einem Hubschrauber in ein naheliegendes Krankenhaus geflogen.

### Black Pearl
Am 14. Juli 2016 wäre ein Mann fast aus seinem Sitz des Rangers „Black Pearl“ gestürzt, als ein Sicherheitsriegel aufsprang. Der 55-jährige Mann, der Lernschwierigkeiten hat, wurde nur durch seine Pflegekraft am Handgelenk an einem Absturz gehindert.